# Burnin' (Daft Punk)
Burnin' è un singolo del gruppo Daft Punk pubblicato nel 1997.

## Descrizione
Il brano, completamente strumentale, è stato scritto dai componenti del duo Thomas Bangalter e Guy-Manuel de Homem-Christo e rappresenta il quarto singolo estratto dall'album Homework. Il brano è stato pubblicato nei formati CD e 12". 

## Video musicale
Il video del brano è stato diretto da Seb Janiak. Esso rappresenta un tributo alla cosiddetta Chicago house e vi hanno partecipato diversi artisti come DJ Sneak, Roger Sanchez, Derrick Carter, Roy Davis Jr. e altri.

## Tracce
UK 12"
1. Burnin' (Ian Pooley "Cut Up" Mix) – 5:20
2. Burnin' (Slam Mix) – 6:48
3. Burnin' (Original Mix) – 6:53
4. Burnin' (DJ Sneak "Mongowarrior" Mix) – 10:22
5. Burnin' (DJ Sneak Main Mix) – 9:10

CD/EP
1. Burnin' (Edit Version) - 3:48
2. Burnin' (Ian Pooley "Cut Up" Mix) – 5:20
3. Burnin' (Slam Mix) – 6:48
4. Burnin' (Original Mix) – 6:53